# Josep Bertran i Miret
Josep Bertran i Miret   (Sant Pere de Ribes, 24 de febrer de 1852 - Sant Pere de Ribes, 6 de febrer de 1902) fou un farmacèutic i cronista català que exercí a finals del segle xix.
Nascut a Sant Pere de Ribes en el si d'una família d'americanos, va estudiar el batxillerat a Tarragona i el 1874 va graduar-se en la Facultat de Farmàcia de la Universitat de Barcelona i va obrir la farmàcia Bertran a Sant Pere de Ribes. El 1887 es casà amb la mataronina Manuela Vidal, amb qui va tenir sis fills.
Apassionat de la investigació, va estudiar com millorar el procediment en l'elaboració de l'aiguanaf o l'aclimatació de plantes exòtiques com l'opi i el cotó, cultivats a l'hort de casa seva. Per aquests treballs va obtenir reconeixements i premis com la medalla de plata i diploma honorífic en l'Exposició Universal de Barcelona de 1888 i la medalla del Mèrit i Progrés en l'Exposició Regional de Vilanova i la Geltrú de 1882.
Amb les plantes que anava trobant per les muntanyes dels voltant de Sant Pere de Ribes va elaborar un treball de botànica anomenat Flora farmacèutica de Sant Pedro de Ribas y su comarca, pel qual va rebre la medalla de plata en un concurs que va organitzar el Col·legi de Farmacèutics de Barcelona el 1889.
Molt involucrat en la vida social ribetana va formar part de diverses entitats i fou escollit regidor de l'Ajuntament, però va renunciar-hi per tal de dedicar-se a la seva professió. Articulista de La Vanguardia, el Diari de Barcelona, la Revista Suburense, L'Eco de Sitges o el Diario de Villanueva, fou un cronista de la vida diària del poble entre 1882 i la seva mort, que recollí en 21 dietaris.
El març del 2018 es va inaugurar un nou CAP a Sant Pere de Ribes que duu el seu nom.

## Publicacions
- Flora farmacèutica de Sant Pedro de Ribas y su comarca
- Dietaris Josep Bertran Miret a Biblioteca Manuel de Pedrolo